# Henry T. Rainey
Henry Thomas Rainey (ur. 20 sierpnia 1860 w Carrollton, zm. 19 sierpnia 1934 w Saint Louis) – amerykański polityk ze stanu Illinois, działacz Partii Demokratycznej, prawnik.
W latach 1903–1921 i ponownie 1923-1934 reprezentował 20 okręg Illinois w Izbie Reprezentantów. W latach 1931–1933 zajmował tam stanowisko lidera większości. Natomiast od 1933 do śmierci pełnił funkcję spikera.